# Boskanarie
De boskanarie (Crithagra scotops; synoniem: Serinus scotops) is een zangvogel uit de familie Fringillidae (vinkachtigen).

## Verspreiding en leefgebied
Deze soort is endemisch in Zuid-Afrika en telt 3 ondersoorten:
- C. s. kirbyi: noordoostelijk Zuid-Afrika.
- C. s. umbrosa: inlands oostelijk en zuidelijk Zuid-Afrika.
- C. s. scotops: de laaglanden van oostelijk en zuidelijk Zuid-Afrika.